# Gasanidi
Gasanidi (arabsko الغساسنة, latinizirano: al-Ġasāsina, latinsko Ghassanidae, starogrško kασσανίδες, latinizirano: Gassanídes) ali Banu Gasan (بنوغسان, Banū Ġasān), znani tudi kot Džafnidi, so bili arabsko pleme. Iz svoje prvotne domovine v južni Arabiji so se v 3. stoletju preselili v Levant in ustanovili tisto, kar je sčasoma postalo krščansko kraljestvo pod okriljem Bizantinskega cesarstva. Nekateri Gasanidi so bili morda kristjani že pred selitvijo v Levant in so se tja preselili zato, da bi se izognili verskemu preganjanju.
Kot bizantinski vazali so sodelovali v bizantinsko-sasanidskih vojnah in se borili proti sasanidskim zaveznikom Lahmidom, ki so bili prav tako arabsko pleme, vendar so bili verniki nekalcedonske vzhodne cerkve. Ozemlje Gasanidov je  delovalo tudi kot tamponsko območje, ki je ščitilo bizantinsko ozemlje pred napadi Beduinov. 
Po nekaj več kot 400 letih obstoja je Gasanidsko kraljestvo med muslimanskim osvajanjem Levanta padlo pod Rašidunski kalifat. Nekaj članov plemena se je nato spreobrnilo v islam, večina pa se je razpršila med Melkite in Sirce v današnji Jordaniji, Izraelu, Siriji, Palestini in Libanonu.

## Ustanovitev kraljestva

### Poreklo in selitev iz južne Arabije
V arabskem rodoslovnem izročilu, ki se je razvilo v zgodnjem islamskem obdobju, so Gasanidi veljali za vejo plemena Azd iz južne Arabije. V tej rodoslovni shemi je bil njihov prednik Džafna, sin Amra Muzajkika ibn Amir ibn Harita ibn Imru al Kais ibn Talabah ibn Mazin ibn Azda, preko katerega naj bi bili Gasanidi povezani z Ansarji,  potomci Džafninovega brata Talaba. Po mnenju zgodovinarja Briana Ulricha so povezave med Gasanidi, Ansarji in širšimi Azdi zgodovinsko šibke, saj se te skupine v nerodoslovnih  primarnih virih in Zgodbi o razselitvi Azdov skoraj vedno omenjajo ločeno druga od druge.
V omenjeni zgodbi so se Azdi iz južne Arabije selili proti severu, pri čemer so se različne skupine plemen odcepile v različnih smereh. Ena od skupin so bili Gasani.

### Naselitev ob rimski meji
Po Zgodbi o razselitvi Azdov so se Gasanidi sčasoma naselili znotraj meja Rimskega cesarstva. Preseljevanje Gasanidov ima nekaj podpore v Ptolemajevi Geografiji, ki umešča pleme Kasanitai južno od Kinaidokolpitaja in reke Baitios, verjetno vadi Bajš. Kasanitai so verjetno istovetni s Kasani, ki jih omenja Plinij starejši, Gasandoi Diodorja Sicilskega in Kasandreisi Fotija I. Konstantinopelskega. Datum preselitve v Levant ni jasen, vendar se domneva, da so prvi prispeli v Sirijo med letoma 250 in 300, s kasnejšimi valovi selitve okoli leta 400. V zapisih so prvič omenjeni leta 473, ko je njihov poglavar Amorkes podpisal sporazum z Bizantinskim cesarstvom, ki jim je priznal status federatov, ki so nadzirali dele Palestine. Gasanidi so takrat očitno  postali kalcedonski kristjani.

## Bizantinsko obdobje
Asanitski saracenski poglavar Podosak, ki se je med Julijanovo perzijsko ekspedicijo leta 363 boril na rimski strani, je bil morda Gasanid.
Gasanidi so po naselitvi v Levantu postali podložniki Bizantinskega cesarstva. Bizantinci so v njih dobili močnega zaveznika, ki je deloval kot varovalna cona proti Lahmidom. Glavno mesto Gasanidov je bila Džabija na Golanski planoti. Geografsko so zasedali velik del vzhodnega Levanta, njihova oblast pa se je preko plemenskih zvez z drugimi Azdi razširila vse do severnega Hedžasa in na jugu do Medine.

### Bizantinsko-sasanidske vojne
Gasanidi so se skupaj z Bizantinci borili proti perzijskim Sasanidom in arabskim Lahmidom. Njihovo ozemlje je ves čas delovale kot varovalna cona, ki je ščitila bizantinske dežele pred napadi beduinskih plemen. Med njihovimi arabskimi zavezniki sta bili Banu Džudham in Banu Amilah. 
V bizantinski vojski so bili v tistem času vedno tudi Gasanidi. Gasanidskemu kralju  al-Haritu ibn Džabalu (vladal 529–569) je bizantinski cesar Justinijan I. leta 529 podelil najvišji cesarski naslov, ki je bil kdaj podeljen tujemu vladarju, in status patricija. Al-Harit ibn Džabala je dobil tudi oblast nad vsemi arabskimi zavezniki Bizantinskega cesarstva. Bil je mijafizitski kristjan in pomagal oživiti sirsko mijafizitsko (jakobitsko) cerkev in podpiral mijafizitski razvoj kljub temu, da ga je pravoslavni Bizanc imel za krivoverca. Kasneje je bizantinsko nezaupanje in preganjanje takšne verske neortodoksnosti spodneslo njegovega naslednika al-Mundirja III. ibn al-Harita (vladal 569–582). 
Gasanidi so bili gospodarsko uspešni in zgradili veliko javnih zgradb in mošej. Bili so tudi  pokrovitelji umetnosti in na svojih dvorih gostili arabska pesnika al-Nabiga al-Dubijanija in Hasana ibn Tabita.

## Zgodnje islamsko obdobje

### Rašidunska osvojitev Levanta
V Medini nastajajoča muslimanska država, najprej pod islamskim prerokom Mohamedom (um. 632) in zatem pod drugim kalifom Omarjem (vladal 634–644), je neuspešno poskušala na svojo stran pridobiti ali premagati sirske Gasanide. V bizantinski vojni proti muslimanom je svojemu in drugim Bizancu zvestim arabskim plemenom poveljeval zadnji filarh Gasanidov, Džabala ibn al-Ajham, o katerem so se razvile legende. Njegovo vojsko so v bitki pri Jarmuku okoli leta 636 muslimani porazili. Džabala je domnevno sprejel islam in se nato s svojim plemenom umaknil iz Sirije v bizantinsko Anatolijo. Muslimani so do takrat osvojili večino bizantinske Sirije. Muavija, muslimanski guverner Sirije, ki se ni uspel povezati z Gasanidi, se je namesto z njimi povezal s klanom Banu Kalb, ki je postal temelj Muavijeve  vojaške moči v Siriji. Muavija je leta 661 postal kalif novega Omajadskega kalifata s sedežem v Siriji, ki je zajel ves islamski svet.

### Omajadsko in abasidsko obdobje
Pomemben del Gasanidov je ostal v Siriji, zlasti v Damasku in na podeželju okoli mesta Ghouta. Ti Gasanidi so verjetno vsaj uradno postopoma sprejeli islam in v zgodnji islamski Siriji postali nepogrešljiv del muslimanske družbe. Muavija je aktivno iskal vojaško in administrativno izkušene sirske kristjane, vključno z Gasanidi, ki so služili njemu in kasnejšim omajadskim kalifom kot guvernerji, poveljniki šurt (posebna vojaška enota), pisarji in komorniki. Več pripadnikov gasanidskih stranskih vej Talba in Imru al-Kajs je v virih omenjenih kot omajadski dvorni pesniki, pravniki in uradniki v vzhodnih provincah Horasan, Azerbajdžan in Armenija.
Ko je Muavijev vnuk, kalif Muavija II., umrl brez izbranega naslednika sredi druge muslimanske državljanske vojne leta 684, je bila vladavina Omajadov v Siriji tik pred propadom. Drugod v kalifatu so oblast že prevzeli Muavijevi tekmeci, privrženci kalifa Abdulaha ibn al-Zubejra iz Meke. Gasanidi so skupaj s svojimi plemenskimi zavezniki v Siriji podprli vladavino Omajadov, da bi zavarovali svoje interese, in za kalifa imenovali  Muavijevega daljnega sorodnika Marvana I. Guverner Damaska Dahak ibn Kajs al-Fihri je podprl Ibn al-Zubajrja. Med bitko pri Mardž Rahitu severno od Damaska, v kateri se je Marvan spopadel z Dahakom, se je Jazid ibn Abi al-Nims uprl in Marvanu zagotovil nadzor nad Damaskom in zmago nad Dahakom. V pesnitvi, ki mu jo pripisujejo, Marvan hvali Gasanide, pa tudi Kalbe, Kinde in Tanuhe iz Sirije, ker so ga podpirali.
Omenjena plemena so oblikovala frakcijo Jaman, ki je podpirala Marvana I., v nasprotju s Kajsi, ki so podpirali Dahaka in Ibn al-Zubairja. Tekmovanje med Kajsi in Jamani je prispevalo k padcu omajadske vladavine in tistemu, kar se imenuje  tretja muslimanska državljanska vojna. Vodja Jamana, Gasanid Šabib ibn Abi Malik, je skoval zaroto, v kateri je bil kalif Valid II.  (vladal 743–744) ubit. Po kalifovi smrti je Šabib vkorakal v Damask, da bi pomagal ustoličiti njegovega naslednika Jazida III. (vladal 744–744), ki so ga podpirali Jamani. Zrušitev Omajadov in ustanovitev Abasidskega kalifata s sedežem v Iraku leta 750 se je izkazala za katastrofalno za moč, bogastvo in status arabskih plemen v Siriji, vključno z Gasanidi. Do 9. stoletja se je pleme ustalilo in po pisanju geografa al-Jakubija (umrl 890) živelo v regiji Guta v Damasku in v Garandalu v Transjordaniji.

### Učene gasanidske družine v Damasku
V zgodnji islamski Siriji sta bili pomembni zlasti dve damaščanski gasanidski družini: družina Jahja ibn Jahja al-Gasanija (umrl 750. letih) in družina Abu Muširja al-Gasanija (umrl 833). Prvi je bil sin Jahja ibn Jahja ibn Kajsa, poveljnika policije kalifa Marvana. Jahja ibn Jahja al-Gasani je bil pod omajadskim kalifom Omarjem II. (vladal  717–720) guverner Mosula. Po vrnitvi v Damask je postal znan kot sayyid ahl Dimashq (vodja ljudstva Damaska), ki je prenašal domnevne Mohamedove hadise (izročila in izjave), ki jih je prejemal od svojega strica Sulejmana. Nekatera muslimanska izročila mu pripisujejo zasluge pri odkritju glave Janeza Krstnika v  mošeji Omajadov v Damasku, druga pa mu pripisujejo hvalo sijaja mošeje in Omajadske dinastije kot take. Učenje hadisa je zanimalo tudi njegove sinove, vnuke, pravnuke in prapravnuke in so ostali del damaščanske elite do sredine 9. stoletja.
Abu Muširjev stari oče Abd al-Ala je bil poznavalec hadisa in študiral pri znanem sirskem učenjaku Saidu ibn Abd al-Azizu al-Tanuhiju. V Damasku je postal ugleden poznavalec hadisa. Še posebej se je zanimal za upravno zgodovino Sirije, rodoslovje lokalne elite in lokalne učenjake. Med četrto muslimansko državljansko vojno med abasidskimi dinasti je oblast v Siriji leta 811 prevzel Omajad Abu al-Omajtir al-Sufjani in poskusil ponovno vzpostaviti Omajadski kalifat. Abu Mušir, čigar starega očeta so Abasidi ubili leta 750, je preziral Iračane, ki so jih predstavljali Abasidi, in podpiral obnovo omajadske oblasti. Bil je Abu al-Omajtirjev kadi (glavni sodnik), po zatrtju upora leta 813 pa so ga Abasidi aretirali. Njegova pravnuka Abd al-Rab ibn Mohamed in Amr ibn Abd al-Ala sta prav tako slovela kot damaščanska učenjaka.

## Kralji
Srednjeveški arabski avtorji so za Gasanide uporabljali naziv Džafnidi, ki ga sodobni zgodovinarji uporabljalo za vladajoči sloj gasanidske družbe. Prvi kralji so tradicionalni, datumi pa zelo negotovi.
- Džafna I. ibn Amr (220–265)
- Amr I. ibn Džafna (265–270)
- Talabah ibn Amr (270–287), zaveznik Rimljanov
- al-Harit I. ibn Talaba (287–307)
- Džabala I. ibn al-Harit I. (307–317)
- al-Harit II. ibn Džabala ibn Maria (317–327)
- al-Mundir I. starejši ibn al-Harit II. (327–330) skupaj z
- al-Ajhamom ibn al-Harita II. (327–330) in
- al-Mundirjem II. mlajšim ibn al-Harita II. (327–340) in
- al-Numanom I. ibn al-Harita II. (327–342) in
- Amrom II. ibn al-Harita II. (330–356) in
- Džabalo II. ibn al-Harita II. (327–361)
- Džafna II. ibn al-Mundir I. (361–391) skupaj z
- al-Numanom II. ibn al-Mundhirjem I. (361–362)
- al-Numan III. ibn Amr ibn al-Mundir I. (391–418)
- Džabala III. ibn al-Numan (418–434)
- al-Numan IV. ibn al-Ajham (434–455) skupaj z
- al-Haritom III. ibn al-Ajhanom (434–456) in
- al-Numanom V. ibn al-Haritom (434–453)
- al-Mundir II. ibn al-Numan (453–472) skupaj z
- Amrom III. ibn al-Numanom (453–486) in
- Hidžrom ibn al-Numanom (453–465)
- al-Harit IV. ibn Hidžr (486–512)
- Džabala IV. ibn al-Harit (512–529)
- al-Amr IV. ibn Mahši (529)
- al-Harit V. ibn Džabala (529–569)
- al-Mundir III. ibn al-Harit (569–581) skupaj z
- Abu Kirabom al-Numanom ibn al-Haritom (570–582)
- al-Numan VI. ibn al-Mundir (581–583)
- al-Harit VI. ibn al-Harit (583)
- al-Numan VII. ibn al-Harit Abu Kirab (583–?)
- al-Ajham ibn Džabala (?–614)
- al-Mundir IV. ibn Džabala (614–?)
- Šarahil ibn Džabala (?–618)
- Amr IV. ibn Džabala (628)
- Džabala V. ibn al-Harit (628–632)
- Džabala VI. ibn al-Ajham (632–638)

## Zapuščina
Gasanidi so dosegli svoj vrhunec pod al-Haritom V. in al-Mundirjem III. Oba sta bila vojaško uspešna zaveznika Bizantincev, zlasti proti njihovim sovražnikom Lahmidom. Varovala sta južno krilo Bizantinskega cesarstva ter njegove politične in trgovske interese v ožji Arabiji. Po drugi strani so Gasanidi ostali goreče predani mijafizitizmu, kar je povzročilo njihov prelom z Bizancem in Mundirjev lastni propad in izgnanstvo, čemur je po letu 586 sledil razpad Gasanidske federacije. Pokroviteljstvo Gasanidov nad mijafizitsko sirsko cerkvijo je bilo ključnega pomena za njeno preživetje in oživitev ter celo njeno širjenje z misijonarskimi dejavnostmi na jug v Arabijo. Vladavina Gasanidov je prinesla tudi obdobje znatne blaginje za Arabce na vzhodnem obrobju Sirije, kar dokazuje širjenje urbanizacije in izgradnja več cerkva, samostanov in drugih zgradb. Ohranjeni opisi gasanidskih dvorov kažejo na razkošje in aktivno kulturno življenje, pokroviteljstvo umetnosti, glasbe in zlasti poezije v arabskem jeziku. Gasanidski dvori naj bi bili najpomembnejša središča arabske poezije pred vzponom dvorov islamskih kalifov in bili  zgled za kasnejše omajadske kalife in njihov dvor.
Po padcu prvega gasanidskega kraljestva v 7. stoletju je vladalo več dinastij, tako krščanskih kot muslimanskih, ki so trdile, da so nadaljevanje hiše Gasanidov. Zadnji vladarji, ki so zatrjevali, da so njihovi nasledniki, so bili krščanski šejki Al-Hemorji, ki so iz Libanona vladali majhni suvereni kneževini Akoura (od 1211 do 1641) in Zgarta-Zvaija (od 1643 do 1747).